# Cyclone-Klasse
Die Boote der Cyclone-Klasse sind eine Klasse von Küstenpatrouillenbooten der Marine der Vereinigten Staaten von Amerika. Die meisten dieser Schiffe hatten ihren Stapellauf zwischen 1992 und 1994. Das primäre Einsatzziel ist die Überwachung von Küstengewässern und die Durchsetzung von Seeblockaden, einem wichtigen Teil von Küstenoperationen, wie in der US-Marine-Strategie „Forward...From the Sea.“ (dt. „Vorwärts...Von See aus.“) umrissen ist. Die Schiffe stellen außerdem volle Missionsunterstützung für die U.S. Navy SEALs und andere Sonderkräfte bereit.
Die Schiffe der Cyclone-Klasse sind dem US-Marinekommando für Spezielle Kriegsführung unterstellt. Von den 14 Schiffen operierten neun ursprünglich von der Naval Amphibious Base Little Creek, Norfolk, Virginia und vier von der Naval Amphibious Base Coronado, San Diego, Kalifornien aus. Diese Schiffe bieten dem US-Marinekommando eine schnelle, zuverlässige Plattform, mit der auf Bedrohungen in einem Konfliktumfeld mit geringer Intensität reagiert werden kann. Vier Schiffe wurden an die U.S.-Küstenwache ausgeliehen, bei der sie in verschiedenen Rollen, wie Suche-und-Rettung, sowie dem Inspizieren von fremden Frachtern die einen Hafen der Vereinigten Staaten ansteuern, eingesetzt wurden. 2011 wurden die drei Schiffe Shamal, Tornado, and Zephyr an die US-Marine zurückgegeben und wieder in Dienst gestellt, wohingegen das Führungsschiff Cyclone an die philippinische Marine abgegeben wurde.
Im September 2010 wurde die Entscheidung getroffen, alle verbleibenden Schiffe der Klasse wegen Ermüdungsschäden an den Rümpfen zurückzubeordern. Die Klasse wurde für eine Lebensdauer von etwa 15 Jahren entworfen. Alle bis auf die neueste Einheit der Klasse, die USS Tornado (PC-14), waren bereits länger im Dienst. Die Schiffe werden inspiziert und dann entschieden, ob sie umgerüstet oder stillgelegt werden sollen.
Stand 2015 sind 10 der 13 Patrouillenboote der Cyclone-Klasse im Persischen Golf stationiert, um in einem möglichen Konflikt mit dem Iran eingesetzt zu werden. Die übrigen drei Boote der Klasse sollen zur Naval Station Mayport in Florida verlegt werden, wo sie in erster Linie im Rahmen der Drogenbekämpfung beim U.S. Naval Forces Southern Command (USNAVSO) / U.S. Fourth Fleet eingesetzt werden sollen.

## Entwurf und Entwicklung

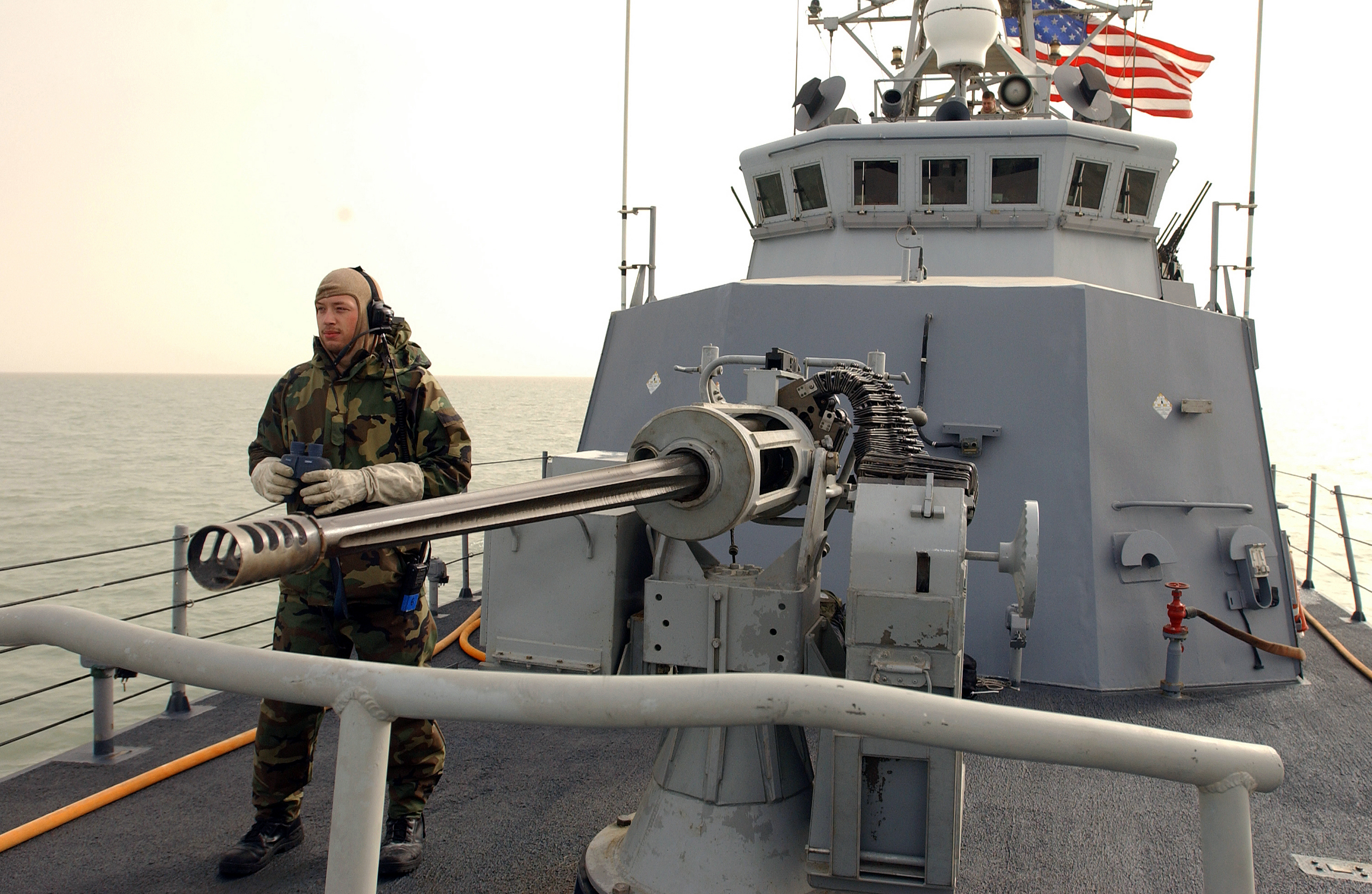
Eine von zwei 25-mm-Maschinenkanonen an Bord der USS Chinook (PC 9)

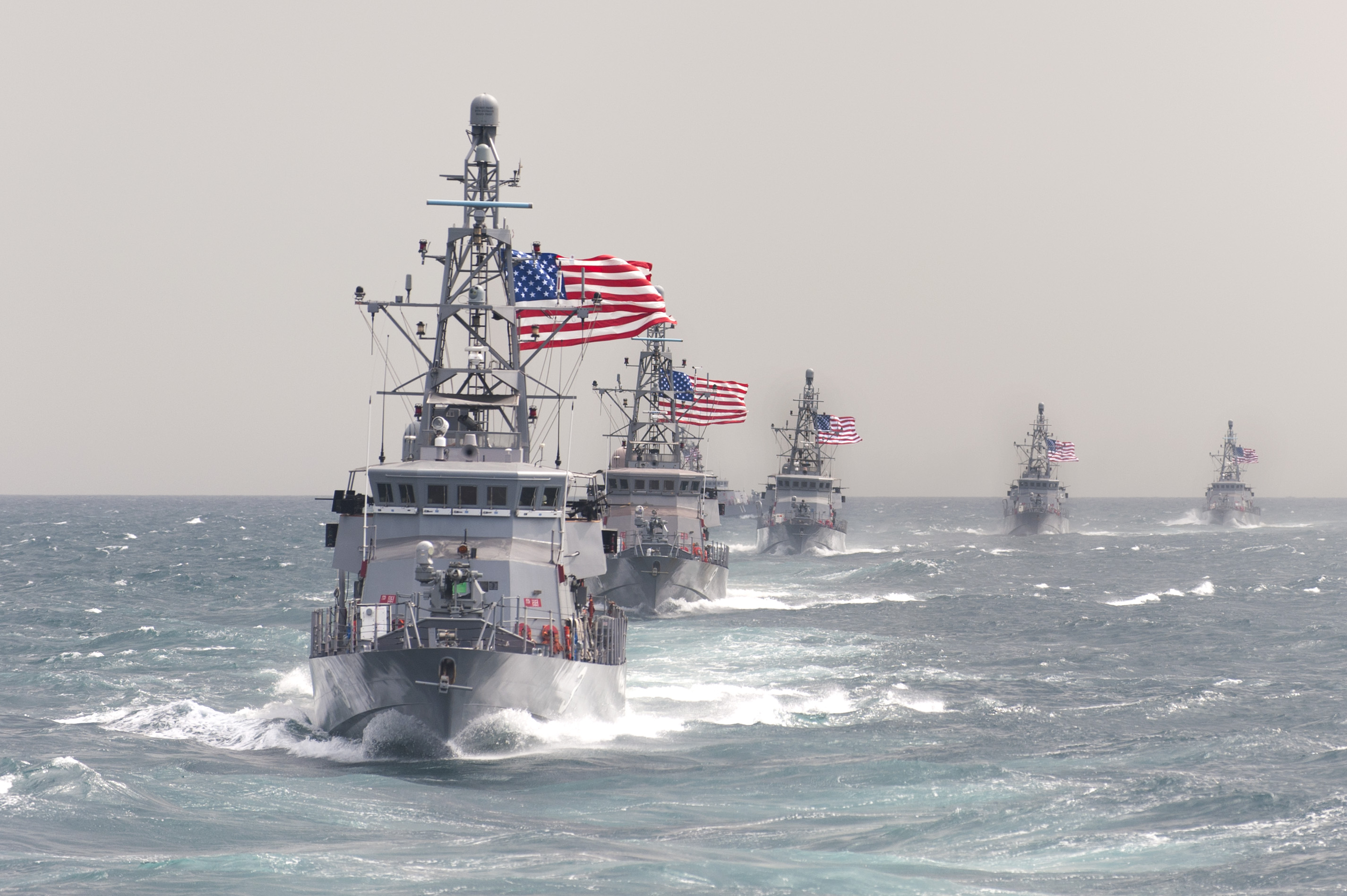
USS Hurricane (PC-3) führt sechs Schiffe des Küstenpatrouillenschwadron 1 im Persischen Golf an, März 2015.

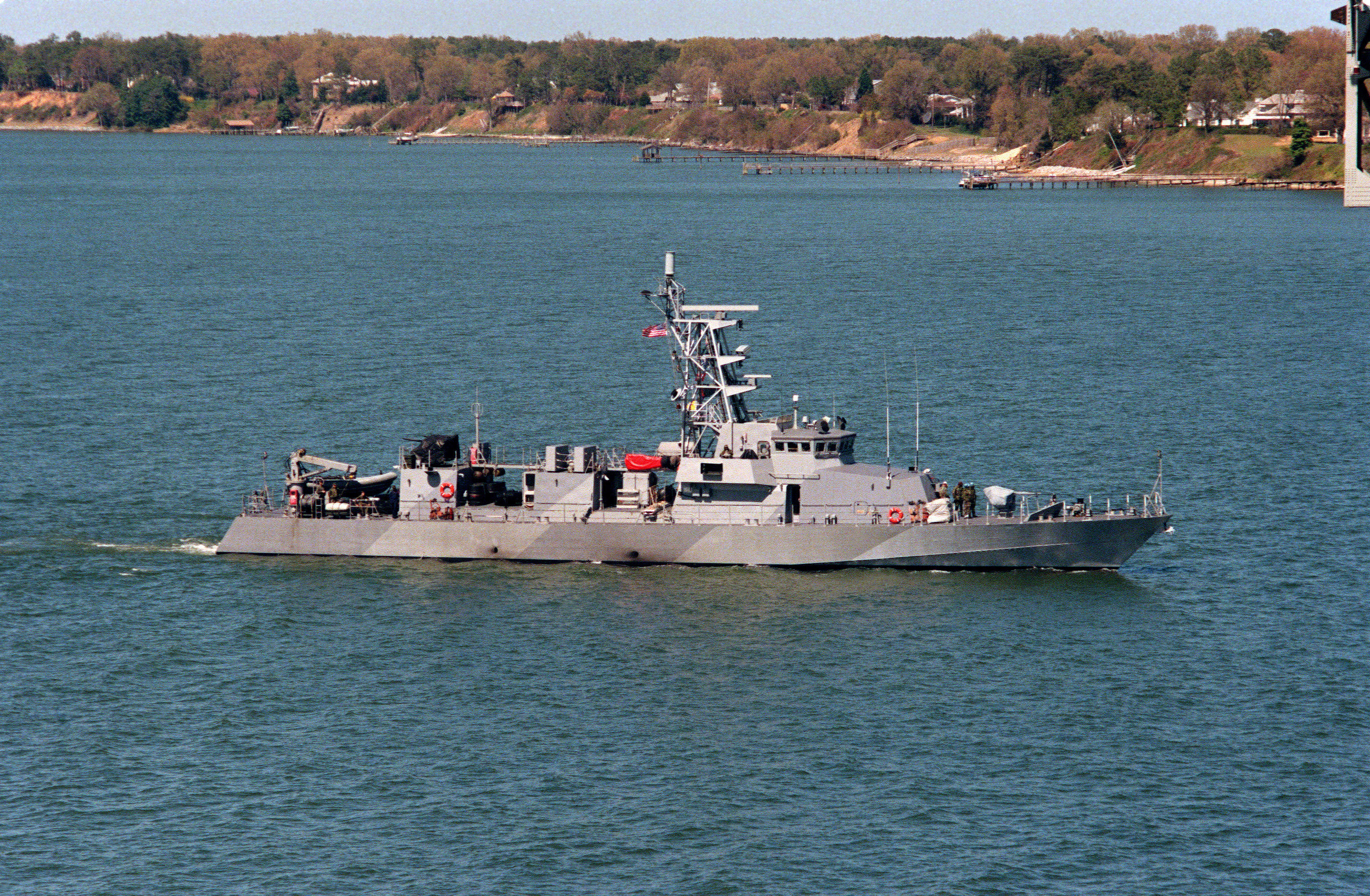
Patrouillenboot der Cyclone-Klasse USS Firebolt (PC 10) passiert das Marinemunitionsdepot Yorktown in Virginia, USA. An Steuerbord ist das Tarnmuster erkennbar.

In den 1980er Jahren benötigte die US-Marine einen Ersatz für die kleinen PB Mk III (20 m) Patrouillenboote aus dem Vietnamkrieg, die für den Transport von SEAL-Teams eingesetzt wurden. Der erste Versuch, die PB Mk III zu ersetzen, führte 1984 zur Bestellung eines getarnten Überwasserschiffs, des Special Warfare Craft Medium (SWCM) (dt. „mittleres Gefährt für spezielle Kriegsführung“), mit einer Länge von etwa 25 m und einer Verdrängung von 150 Tonnen. Das SWCM, das den Spitznamen „Sea Viking“ erhielt, war jedoch ein Fehlschlag, und der Bau des Prototyps wurde 1987 eingestellt.
Nach dem Scheitern des innovativen SWCM wurde beschlossen, die PB Mk III durch eine einfache Weiterentwicklung eines bestehenden Entwurfs zu ersetzen, anstatt auf die Entwicklung und Produktion eines völlig neuen Entwurfs zu warten. Bollinger Shipyards schlug eine Anpassung der Province-Klasse von Vosper Thornycroft vor, die für Oman und Kenia gebaut wurden. Diese wurde von der US-Marine ausgewählt.
Mit einer Länge von 54,5 Metern war die neue Konstruktion, die zunächst als PBC (Patrol Boat Coastal) (dt. „Küstenpatrouillenboot“) und später als PC bezeichnet wurde, wesentlich größer als die Boote, die sie ersetzen sollten. Geplant war der Bau von 16 PBC, die die 17 PB Mk III ersetzen sollten, wobei die ersten Lieferungen für 1991 erwartet wurden. Das Programm wurde jedoch nach 14 Booten gestoppt, da man feststellte, dass das PC zu groß für den Einsatz von Navy-SEALs war.

## Einsätze
Im Zuge der Besetzung des Irak wurden Cyclone-Schiffe entsandt, um das Hochseeölterminal des Iraks zu bewachen. Als 2005 der Irak die Verteidigung wieder selbst übernahm, verblieben zehn Cyclone-Schiffe im Persischen Golf und übernahmen andere Patrouillenaufgaben.

## Schiffsliste
| Schiff      | Kennung | Indienststellung– Außerdienststellung              | Heimathafen      | Status | NVR Page |
| ----------- | ------- | -------------------------------------------------- | ---------------- | --- | -------- |
| Cyclone     | PC-1    | 1993–2000, (U.S.-Küstenwache 2000–2004)            | Philippinen      | Im Februar 2000 als USCGC Cyclone (WPC-1) an die U.S.-Küstenwache übergeben, im März 2004 an die Philippinische Marine übergeben, jetzt BRP Mariano Alvarez (PS-38). | PC-1     |
| Tempest     | PC-2    | 1993–2005, 2008–                                   | Manama, Bahrain  | An die U.S.-Küstenwache als USCGC Tempest (WPC-2) verliehen, 2008 an die U.S. Navy zurückgegeben und erneut in Dienst gestellt                                       | PC-2     |
| Hurricane   | PC-3    | 1993–                                              | Manama, Bahrain  | aktiv | PC-3     |
| Monsoon     | PC-4    | 1994–                                              | Manama, Bahrain  | aktiv | PC-4     |
| Typhoon     | PC-5    | 1994–                                              | Manama, Bahrain  | aktiv | PC-5     |
| Sirocco     | PC-6    | 1994–                                              | Manama, Bahrain  | aktiv | PC-6     |
| Squall      | PC-7    | 1994–                                              | Manama, Bahrain  | aktiv | PC-7     |
| Zephyr      | PC-8    | 1994–2004, (U.S.-Küstenwache 2004–2011), 2011–2021 | Mayport, Florida | Am 17. Februar 2021 außer Dienst gestellt | PC-8     |
| Chinook     | PC-9    | 1995–                                              | Manama, Bahrain  | aktiv | PC-9     |
| Firebolt    | PC-10   | 1995–                                              | Manama, Bahrain  | aktiv | PC-10    |
| Whirlwind   | PC-11   | 1995–                                              | Manama, Bahrain  | aktiv | PC-11    |
| Thunderbolt | PC-12   | 1995–                                              | Manama, Bahrain  | aktiv | PC-12    |
| Shamal      | PC-13   | 1996–2004, (U.S.-Küstenwache 2004–2011), 2011–2021 | Mayport, Florida | Am 16. Februar 2021 außer Dienst gestellt | PC-13    |
| Tornado     | PC-14   | 2000–2004, (U.S.-Küstenwache 2004–2011), 2011–2021 | Mayport, Florida | Am 18. Februar 2021 außer Dienst gestellt. Im Verkauf durch das Foreign-Military-Sales-Programm.                                                                     | PC-14    |

Zephyr, Shamal und Tornado wurde der Heimathafen Joint Expeditionary Base Little Creek (Virginia) zugewiesen, aber später zur Naval Station Mayport (Florida) verlegt. Alle drei wurden im Februar 2021 außer Dienst gestellt.

## Nutzer
Gegenwart
- Philippinische Marine (1)
- U.S.-Marine (9)[1]

Vergangenheit
- U.S.-Küstenwache (4 an die U.S.-Marine zurückgegeben)